# Boobs in Arms
Boobs in Arms (br.: Risadas tem hora) é um filme de curta metragem estadunidense de 1940, dirigido por Jules White. É o 52º de um total de 190 filmes da série com os Três Patetas produzida pela Columbia Pictures entre 1934 e 1959.

## Enredo
Os Três Patetas são vendedores de rua sem jeito que oferecem cartões comemorativos e irritam os pedrestes, acabando por serem perseguidos e brigarem com um homem meio azarado (Richard Fiske). Depois vão vender de porta em porta e uma das clientes (Evelyn Young) está triste e conta ao trio que a causa é o marido não lhe dar mais atenção. Os Patetas se oferecem para se fingirem de amantes dela para provocar ciúmes no homem mas quando ele chega ao apartamento, descobrem que é o mesmo pedestre irado com quem brigaram na rua. Ao escaparem dele, os Patetas entram sem saber numa fila para o alistamento militar e se tornam soldados do Exército. No campo de treinamento eles conhecem seu sargento instrutor que, naturalmente, é o mesmo homem. Depois de várias trapalhadas durante o treinamento de marcha ("ordem unida") e simulação de combate com baionetas quando o sargento tenta espetá-los, os Patetas novamente levam a melhor sobre o homem.
Na parte final o Exército está em combate contra um país fictício e os Patetas são acordados em meio ao bombardeio, sendo avisados de que o sargento fora capturado pelos inimigos. Apesar de ficarem felizes com isso, recebem ordens para bombardearem os captores numa operação de tentativa de resgate do comandante. Eles pegam uma bomba de gás hilariante e carregam um canhão mas o disparam com o cano virado para cima e o explosivo cai em cima deles, provocando gargalhadas incontroláveis no trio. Os inimigos chegam e os capturam, levando-os até onde está o sargento. Ainda gargalhando, os Patetas lutam contra os captores e desacordam todos, inclusive o sargento. Nesse momento começa um bombardeio e os Patetas acabam ficando em cima de uma bomba que os leva para o meio das nuvens, ouvindo-se ainda as gargalhadas ao longe.

## Hollywood e a Lei de Alistamento Militar de 1940
A lei de alistamento foi aprovada pelo Congresso dos Estados Unidos em 16 de setembro de 1940, tornando-se a primeira vez na história do país que isso ocorrera em tempo de paz. Hollywood percebeu o interesse popular pelo assunto e os estúdios lançaram vários filmes em 1941 com os comediantes da época.
A Universal Pictures que contratara Abbott e Costello produziu o primeiro filme estrelado pela dupla, abordando o assunto: Buck Privates. Depois seriam lançados In the Navy e Keep 'Em Flying. Bob Hope era da Paramount Pictures e estrelou Caught in the Draft. Na Warner Bros., Phil Silvers e Jimmy Durante filmaram You're in the Army Now. Na Columbia Pictures, Fred Astaire entrou para o Exército em You'll Never Get Rich. A 20th Century Fox tinha a equipe de Hal Roach com Stan Laurel e Oliver Hardy que atuaram em Great Guns.
Dentre os estúdios pequenos a Republic Pictures trouxe Bob Crosby e Eddie Foy Jr. em Rookies on Parade e a Monogram Pictures contratou Nat Pendleton para Top Sergeant Mulligan.
Apesar de todos esses filmes de comédia, os pioneiros foram mesmo os Três Patetas com Boobs in Arms. A Columbia Pictures vestiu os comediantes com uniformes militares mudados, colocando-lhes chapés de Zorro nas cabeças e com insígnias de sargento de cabeça para baixo. Os armamentos pareciam mosquetões do tempo da Guerra Civil Americana. É provável que a mudança fora feita em função de ter sido colocado no roteiro que esse Exército entraria em guerra na parte final do filme.
O ator Richard Fiske, intérprete do sargento instrutor, entraria para o Exército Americano e acabaria sendo morto na França durante a Segunda Guerra Mundial.